# Claudio Silvestrin
Claudio Silvestrin (Zurich, 5 september 1954) is een Brits-Italiaans architect die internationaal erkend wordt als een meester van het minimalisme.

## Leven en werk
Hij studeerde aanvankelijk in Milaan onder begeleiding van de Italiaanse ontwerper A.G. Fronzoni (1923–2002) en daarna in Londen bij de Architectural Association. Tussentijds studeerde hij filosofie in Bologna.
Van 1986 tot 1988 werkte hij in partnerschap met John Pawson. In 1989 begon hij in Londen zijn eigen ontwerpbureau, Claudio Silvestrin Architects, dat sinds 2006 een dependance heeft in Milaan. Sinds 2002 voert hij ook projecten uit binnen het ontwerperscollectief 1+1=1, dat hij oprichtte in partnerschap met zijn voormalige leerling Giuliana Salmaso.
Silvestrin wordt door critici geroemd om zijn integriteit en zijn helderheid van geest, die zich weerspiegelen in zijn strenge minimalistische architectuur. Ook zijn vindingrijkheid en gevoel voor detail vinden waardering bij kenners. Zijn werk wordt weleens omschreven als 'mediterraan minimalisme'. Voor hem is minimalisme geen stijl, maar een manier van in het leven staan. Het is zijn reactie op de overvloed aan impressies waaraan men tegenwoordig blootgesteld is. Minimalisme beperkt zich tot de essentie. Het is het zoeken naar puurheid en reinheid, naar een tijdloos evenwicht van leegte en materie.
Silvestrin houdt rekening met de lichtinval binnen zijn ontwerpen en probeert daarmee een extra dimensie aan zijn gebouwen toe te voegen. Een van zijn grote voorbeelden was Ludwig Mies van der Rohe.
Hij ontwierp onder andere winkelruimtes voor de Italiaans modeontwerper Giorgio Armani. Zijn gebouwen kenmerken zich door grote gevelvlakken in beton en het gebruik van zo min mogelijk vormen en materialen. Ook de inrichting met zo weinig mogelijk meubilair moet bijgedragen aan een tijdloze sfeer van rust en sereniteit.
In 2002 realiseerde hij het museum Fondazione Sandretto Re Rebaudengo in Turijn. Dit ontwerp wordt gezien als een van zijn belangrijkste werken. Verder ontwierp hij villa's, galerieruimtes, interieurs en uitbreidingen van musea. Zijn werk werd verscheidene keren bekroond met prijzen, zoals de 'International Award Architecture in Stone' die hij won in 2005.